# Juan González Moreno
Juan González Moreno (Aljucer, Murcia, 11 de abril de 1908 - Murcia, 10 de enero de 1996), fue un destacado escultor español del siglo XX.

## Biografía

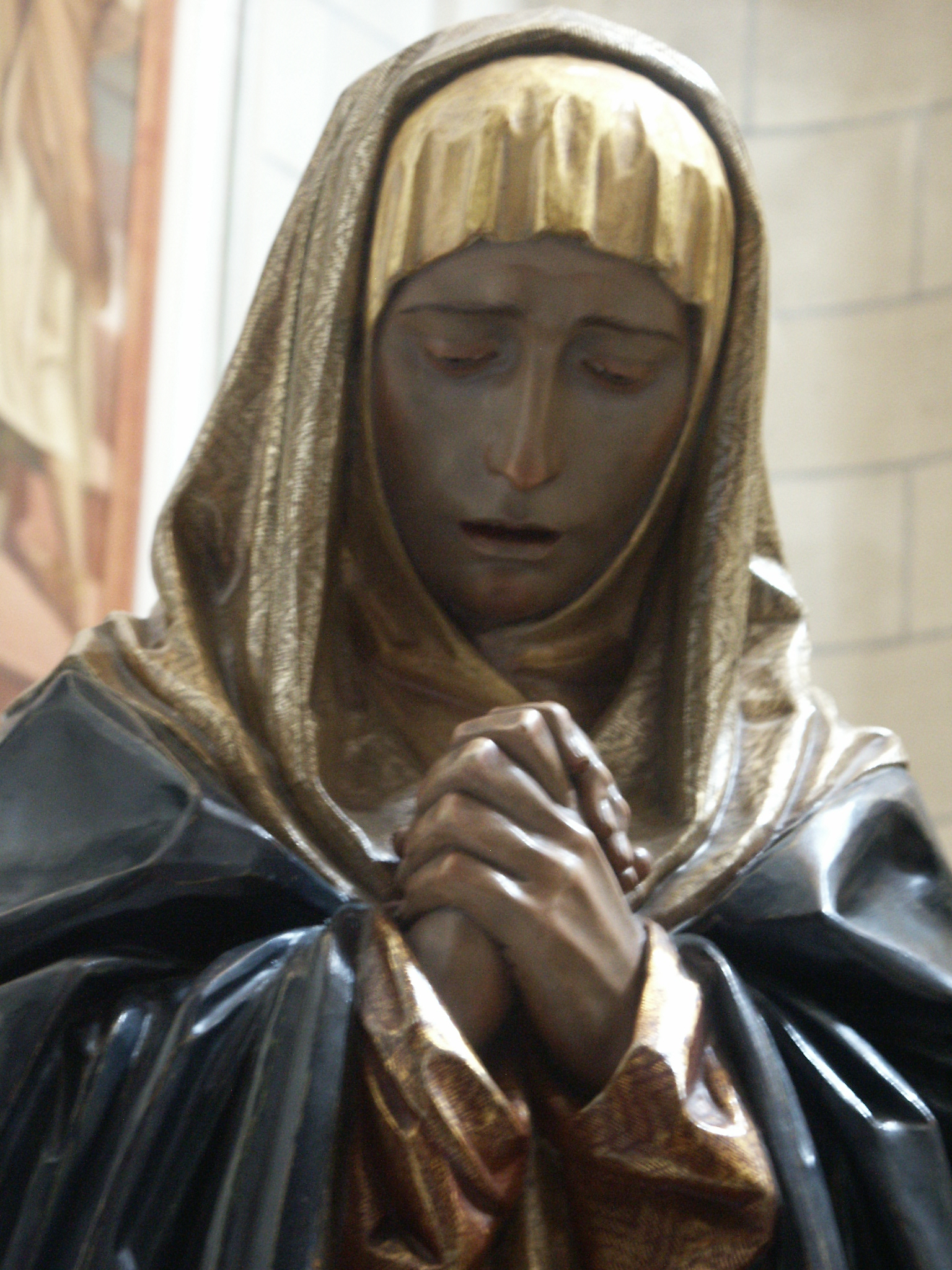
Virgen de la Soledad de los Pobres (1956), Cartagena.

Juan González Moreno nació en Aljucer, una localidad ubicada en plena Huerta de Murcia. Sus padres, Antonio González Pellicer y Rosario Moreno González, fueron agricultores y Juan fue el mayor de nueve hermanos. En 1915 su familia se traslada a Algezares, completando sus estudios primarios en clases nocturnas en la escuela del patronato de San José, en el murciano Barrio del Carmen.

### Los años de formación
A los catorce años tiene lugar su primer acercamiento a la escultura, en el marco de una tradición muy arraigada en la zona: los talleres belenistas.
Sin embargo González Moreno no opta por la senda autodidacta o de aprendizaje en taller, sino que también cultiva la teoría artística. Así, en 1923 ingresa como aprendiz en el taller de escultura del barrio de San Antolin, y ese mismo año se matrícula en las clases de dibujo y modelado que imparte José María Sánz en la 
Real Sociedad Económica de Amigos del País de Murcia. En esta antiquísima e ilustrada institución social, se instruye en el estudio de disciplinas como la aritmética, la geometría, el dibujo, el modelado o el vaciado. Allí es donde conoce a Sánchez Picazo, Antonio Gómez Cano, Antonio Villaescusa Morales y, sobre todo, a Clemente Cantos, quien le ayuda a ingresar al año siguiente en el taller del imaginero murciano Miguel Martínez, discípulo del escultor Sánchez Araciel, donde se realizan fundamentalmente retablos e imaginería y se ejercita en el dominio de las técnicas de 
talla, dorado y policromía.
Entre 1926 y 1927 acaba sus estudios, siendo considerado un alumno brillante y aventajado. En 1928 celebra en el Círculo de Bellas Artes su primera exposición. Es en esta institución precisamente donde el escultor continúa sus estudios artísticos hasta 1930. A partir de 1931 tiene la oportunidad de ampliar sus miras, que le alejarían de las corrientes imperantes en la imaginería murciana y que seguían la estela de Francisco Salzillo. Ese año, es becado por la Diputación Provincial de Murcia, previo concurso, y marcha a Madrid, donde estudia escultura en la Escuela de Bellas Artes de San Fernando. Allí, y entre otros, conocerá a José Capuz. En 1932 vuelve a exponer en Murcia, ya con un total de dieciséis obras.
Al término de sus estudios, con excelentes calificaciones, obtiene diversos premios, como el premio Madrigal de escultura que le otorga la Real Academia de Bellas Artes de San Fernando en 1936, siendo la propia Academia la que solicita una beca para González Moreno, ante el potencial del joven escultor.

### La etapa inicial. Desde la Guerra Civil a los viajes a Francia e Italia
Al estallar la Guerra Civil, regresa a Murcia, en 1936, y coopera desinteresadamente con el Museo Provincial de Bellas Artes en la recogida y custodia de obras de arte, enfrentándose a la difícil situación que se produce con la destrucción del patrimonio, principalmente religioso, labor en la que tendrá un papel en primerísima línea, como responsable en una primera etapa de salvaguardar numerosos grupos e imágenes durante la Guerra.

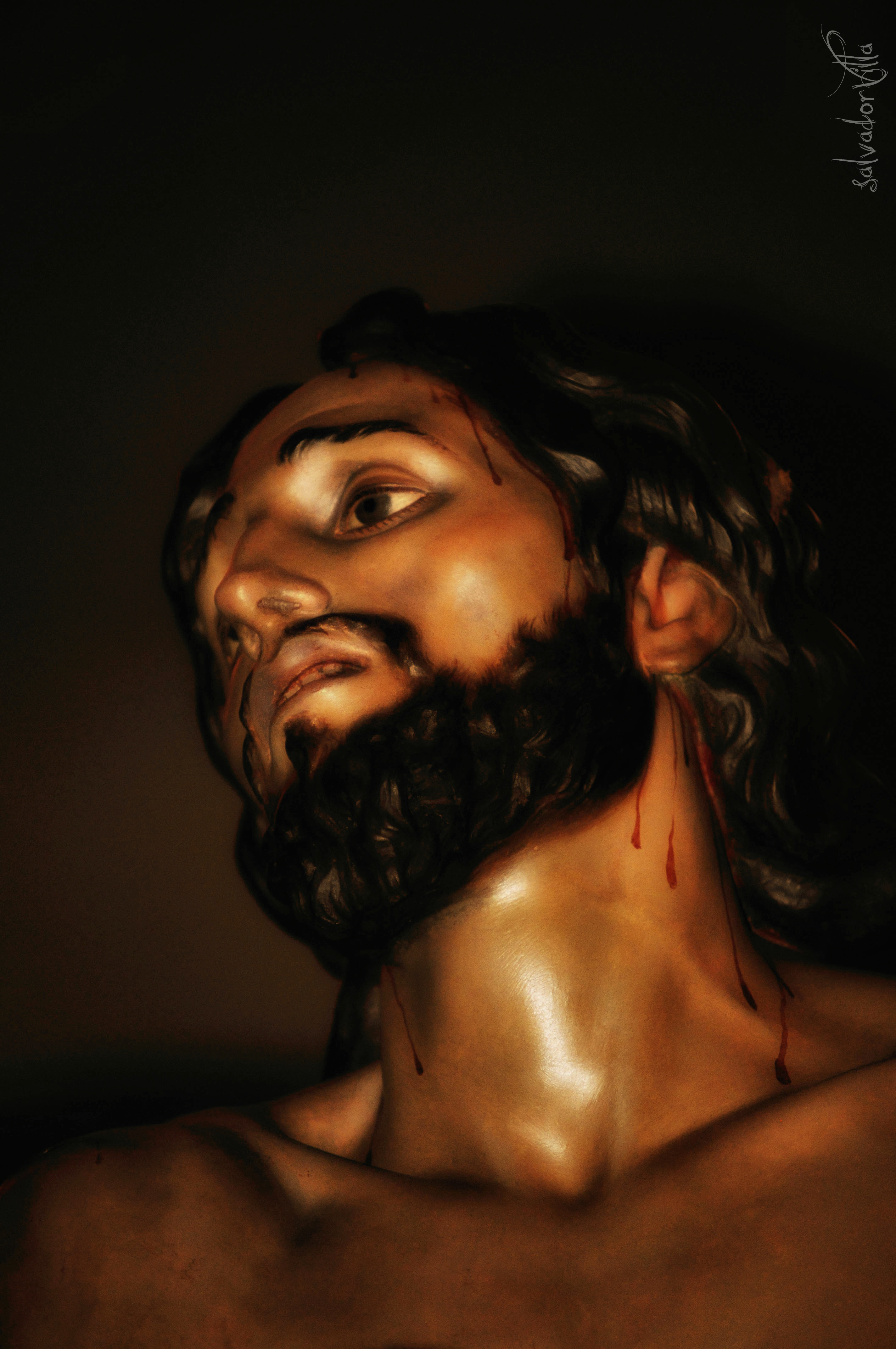
Flagelación de Cieza

Así, junto a otros artistas, como el escultor Clemente Cantos y los pintores Luis Garay y Pedro Sánchez Picazo, formó parte de la Junta Delegada de Protección, Incautación y Salvamento del Tesoro murciano, siendo durante la Guerra el encargado de custodiar las llaves de la Catedral. Una labor que desarrolla hasta su movilización como integrante del Ejército en marzo de 1938.
Finalizada la Guerra, González Moreno abre su primer taller en Murcia, situado en la casa parroquial de la calle Isabel La Católica, donde colaboran Antonio Villaescusa y Clemente Cantos, y por donde pasan notables artistas que con el tiempo adquirirán renombre. Tal es el caso de Antonio Campillo Párraga, Francisco Toledo Sánchez, José Hernández Cano o Antonio Hernández Carpe. Entre sus primeras tareas, la de recuperar algunas obras de arte que habían sido gravemente dañadas durante los años de Guerra, como el Cristo de la Sangre de Nicolás de Bussy, Titular de la Archicofradía de la Preciosísima Sangre de Nuestro Señor Jesucristo, conocida popularmente como Los Coloraos. 
Retorna a Madrid en 1939 donde no solo desarrolla su capacidad de creación artística (participando en numerosas exposiciones como en el "Salón de los Once de la Crítica de Arte") sino que continúa formándose, en este caso como profesor de dibujo en la Escuela de Bellas Artes de San Fernando, estudios que finaliza en el año 1941. Ese año realiza sus primeras obras para Semana Santa: un Santo Entierro para la ciudad de Murcia y un Cristo de la Agonía para Cieza. En 1942 es galardonado con el Primer Premio de la Exposición Regional de Pintura y Escultura. Un año más tarde, en 1943 ingresa de la mano de Enrique Azcoaga, en la Academia Breve de Crítica de Arte, dirigida por Eugenio D'Ors.
En 1946 obtiene por vez primera el Premio "Francisco Salzillo" de Escultura que otorga la Diputación Provincial de Murcia con la obra La Piedad. Participa también el Tercer "Salón de Los Once" y en la Exposición Nacional de Bellas Artes de ese mismo año.
La obra de González Moreno en estos años conjuga dos fuentes fundamentales: de un lado la tradición imaginera murciana, basada en la obra de Francisco Salzillo, y de otra las nuevas corrientes artísticas que conoce de primera mano durante sus años de formación en Madrid. Sin embargo, el paso decisivo para el desarrollo de un estilo propio y para alcanzar la madurez de su obra y el reconocimiento de la crítica serán los viajes que realizará a Italia en los años 1948 y 1952 y a París en 1955. En ellos conocería no solo la obra clásica o las vanguardias, sino a algunos de los más destacados artistas de su tiempo.

### La madurez del artista: 1948-1959

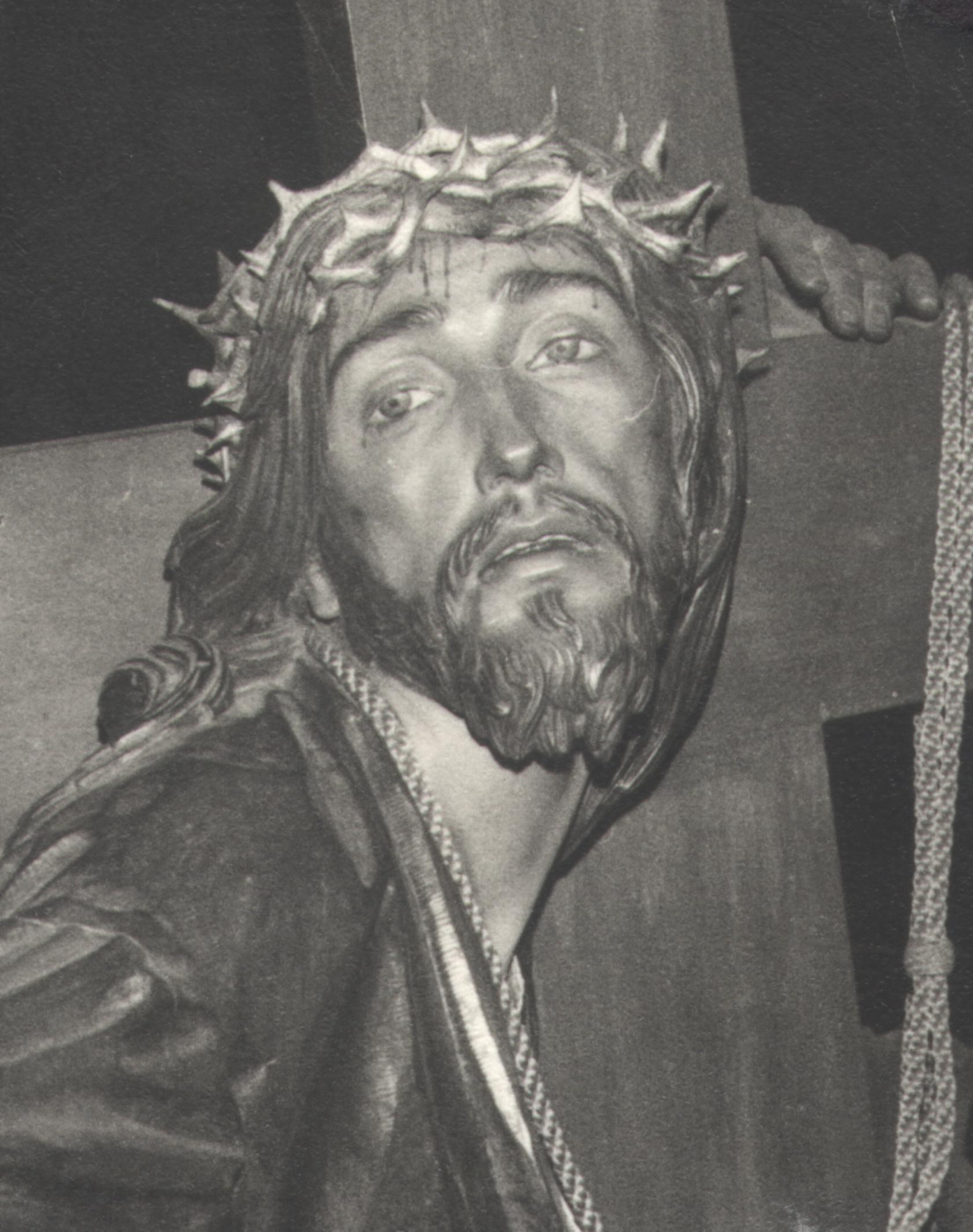
Hijas de Jerusalén. Murcia. Detalle de la imagen de Cristo.

En 1948 consigue la Tercera Medalla en la Exposición Nacional de Bellas Artes con su obra "Muchacha", y es becado por el Ministerio de Asuntos Exteriores para viajar por vez primera a Italia, un viaje que resultará fundamental en su evolución creativa. Recorre Italia, donde permanece hasta abril de 1949, estudiando y conociendo sobre el terreno la obra de los autores clásicos. A este respecto comenta que autores como Donatello y Miguel Ángel no habían dejado discípulos por llegar a una especie de summun en su obra. Retorna a Murcia, donde recibe por segunda vez el Premio "Francisco Salzillo" de escultura por su obra "La Anunciación" y abre un nuevo taller, ubicado en la calle Corbalán. En el mismo se formarán escultores como Elisa Séiquer, Francisco Toledo, Pedro Pardo y José González Marcos.
Un año después, en 1950, su obra "Desnudo femenino", presentada en la Exposición Nacional y celebrada en la galería Biosca de Madrid, es designada por la Academia Breve de Crítica del Arte como una de las once mejores obras de ese año. Puede afirmarse que la década comienza para González Moreno habiendo obtenido ya el reconocimiento a su obra por la crítica nacional.
En 1952 es invitado a participar en la Primera Bienal hispano Americana del Arte, y consigue la Segunda Medalla de la Exposición Nacional de Bellas Artes. En este año gana también el concurso para la reconstrucción interior del Santuario de la Virgen de la Fuensanta (Patrona de Murcia), con el equipo compuesto por los arquitectos García Palacios y Bañón Saura, y donde González Moreno se encargará de la dirección artística. Poco después, y merced a una beca concedida por el Ministerio de Educación, vuelve durante seis meses a Italia. Una formación que amplía su conocimiento del mundo clásico y que le permite a su vez conocer a creadores contemporáneos, como el escultor Giacomo Manzú.
La evolución de su obra, ya en plena etapa de madurez, multiplica los encargos que recibe, tanto por parte de las cofradías pasionarias como de las instituciones. En el primer grupo cabe destacar tres obras: "El Lavatorio" (1952) y las "Hijas de Jerusalén" (1956), ambas para la Archicofradía de la Sangre ("Los Coloraos") y "El Descendimiento" (1955) para la ciudad de Burgos. Del segundo el encargo por el Ayuntamiento de Murcia, y realizado junto al arquitecto Carbonell, del monumento a la "Inmaculada Concepción".
En 1955 es nombrado Profesor de modelado y dibujo de la Escuela de Artes y Oficios de Murcia. Ese mismo año vuelve a viajar al extranjero, pero en esta ocasión no lo hace a la cuna de la cultura clásica, sino al epicentro de las vanguardias artísticas del momento: París. Allí, entre otras, conocerá la obra de Auguste Rodin y Arístides Maillol.
También siguen sucediéndose los premios y distinciones. En abril de 1957 es elegido miembro de la Real Academia Alfonso X el Sabio de Murcia. Un mes más tarde recibe la medalla de Primera Clase de Escultura de la Exposición Nacional de Bellas Artes, con la obra "Desnudo de mujer mediterránea", por la que también obtiene el Premio de Murcia, concedido por el Ayuntamiento de esta ciudad. Será así mismo nombrado Socio de Honor del Círculo de Bellas Artes de Madrid.
En 1959 es elegido Académico correspondiente de la Corporación de Murcia de la Real Academia de Bellas Artes de San Fernando. También ese año finaliza un segundo monumento en las calles de Murcia, el que representa en bronce al Cardenal Belluga. Antes de finalizar la que sin duda es la década en que talla sus mejores obras, entrega dos obras para la Cofradía de Nuestro Padre Jesús Nazareno (Marrajos) de Cartagena: el "Santo Entierro" y la "Virgen de la Soledad de los Pobres" (1959).

### Un artista consagrado (1960-1996)

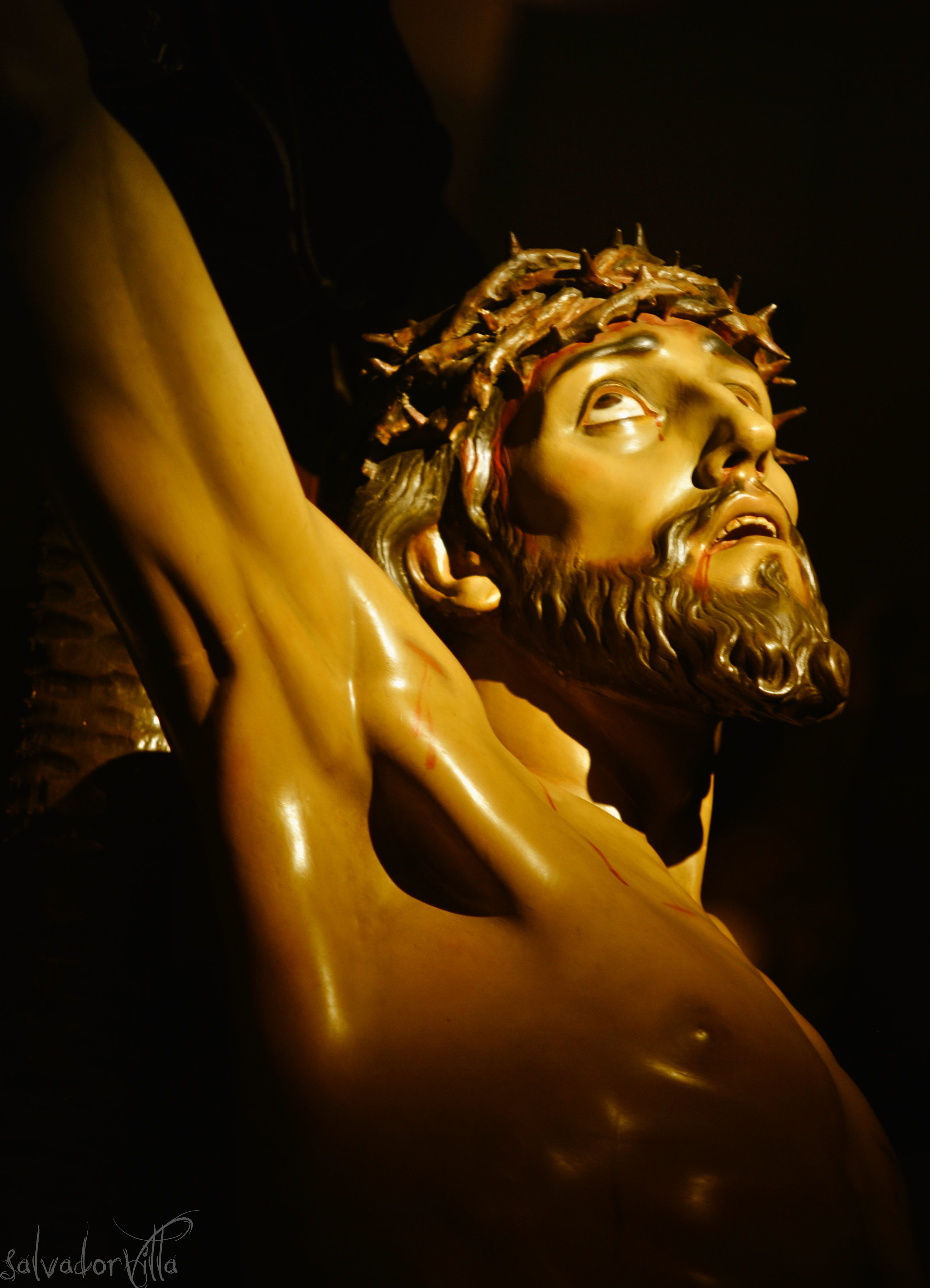
Cristo de la Agonía en Cieza

Habiendo alcanzado el cénit creativo, continúa recibiendo reconocimientos a la par que realizando nuevas obras. Así, en 1961 expone en el 
Palacio Episcopal once altorrelieves de tema mariano destinados al Santuario de la Virgen de la Fuensanta. En 1963 es nombrado Director de la Escuela de Artes y Oficios de Murcia, cargo que ocuparía hasta su jubilación en 1978. En octubre de 1973 se le nombra Representante de la Comisión de Protección de Monumentos Históricos Artísticos de Murcia. En la primavera de 1979 se celebra su primera exposición antológica de su obra en la Galería Chys de Murcia.
Continúa realizando, si bien en un número controlado, diversas obras destinadas a la Semana Santa, como las que en la década de los setenta realiza para la ciudad de Cieza.
En 1980 se le concede el "Premio Línea de las Artes" como reconocimiento a toda su labor escultórica. Participa además en el Primer Salón de Escultura de Murcia. En 1983 es elegido Miembro de Honor de la Asociación de Doctores Arquitectos, y en abril se le concede la Mención Especial Francisco Salzillo.
A finales de marzo de 1988, el Ayuntamiento de Murcia acuerda concederle el galardón de la "Matrona de Murcia". En octubre de 1989 se organiza una gran exposición antológica del escultor en el Centro de Arte Palacio del Almudí.
Juan González Moreno falleció en Murcia el 10 de enero de 1996.
En 1999 y en el Palacio de San Esteban se realizaría, en homenaje, una tercera exposición antológica de la obra de este reconocido escultor.
Una calle de Murcia, el Paseo Escultor González Moreno, paralelo al Río Segura le recuerda.

## Obra

### Obra para Semana Santa

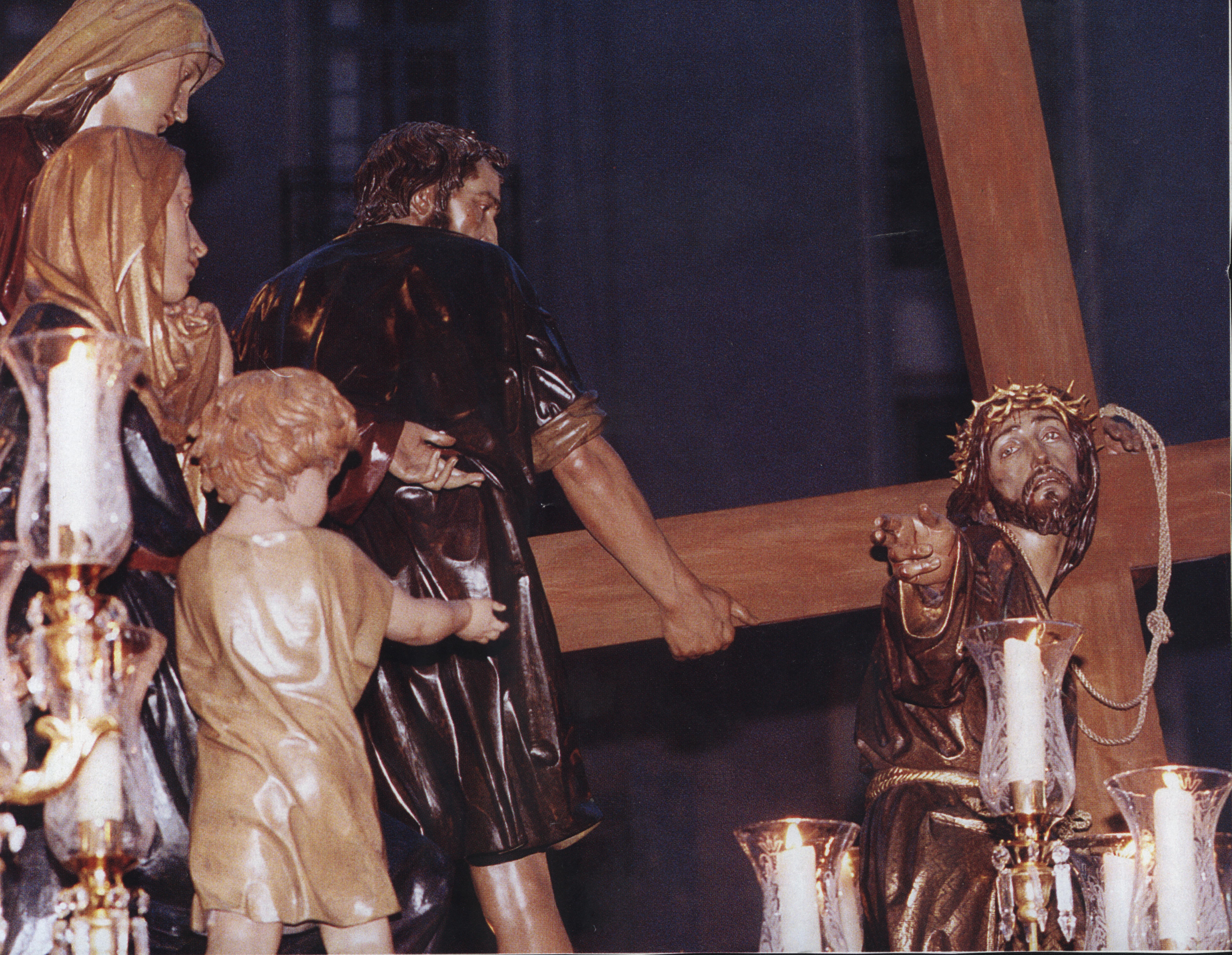
Grupo de las Hijas de Jerusalén. Murcia. Detalle.

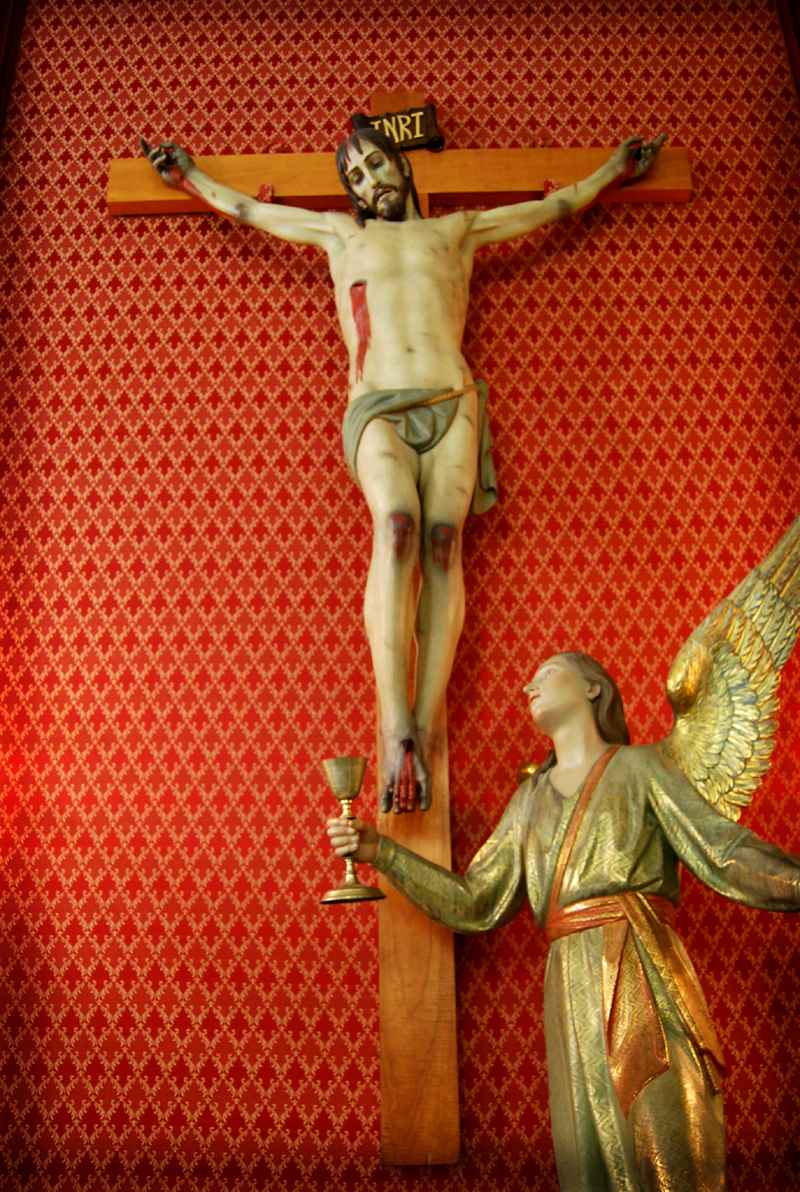
Cristo de la Sangre para Huércal-Overa (Almería)

Probablemente, la obra más conocida del escultor González Moreno fue aquella que realizó para diversas cofradías de Semana Santa de toda la Región de Murcia, con alguna excepción destinada por lo general a provincias limítrofes. La relación, extensa, en cualquier caso merece conocerse:
- Virgen del Amor Hermoso. Cofradía del Santísimo Cristo del Perdón. Cieza (Murcia), 1940
- Cristo de la Agonía. Cofradía del Santísimo Cristo de la Agonía (Cieza), 1941
- Jesús de Medinaceli. Cofradía de NP Jesús Nazareno (Marrajos). Cartagena, 1941
- Santo Entierro. Cofradía del Santo Sepulcro. Murcia, 1941
- Virgen de los Dolores. Hermandad de Nuestra Señora de los Dolores. Aljucer (Murcia), 1941
- Ecce-Homo (Pretorio). Cofradía del Rollo. Jumilla (Murcia), 1942
- Virgen de la Soledad. Cofradía de María Santísima de la Soledad. Cieza, 1942
- Virgen de los Dolores. Cofradía de la Virgen de los Dolores. Las Torres de Cotillas (Murcia), 1942
- Jesús Resucitado. Cofradía del Resucitado. Cartagena, 1943
- Cristo Yacente. Cofradía de los Caballeros del Santo Sepulcro. Villena (Alicante), 1943
- Nuestro Padre Jesús Nazareno. Cofradía de Nuestro Padre Jesús Nazareno, "Los Moraos Bullas". Bullas (Murcia), 1945
- Nuestro Padre Jesús Nazareno. Cofradía de Nuestro Padre Jesús. Guardamar del Segura (Alicante), 1944
- Santo Entierro. Albacete, 1945
- Virgen de la Amargura. Cofradía del Santo Sepulcro. Murcia, 1945
- Virgen Dolorosa. Cofradía de la Santísima Virgen de los Dolores. Cieza, 1945
- Virgen del Amor Hermoso. Cofradía del Resucitado. Cartagena, 1946
- Jesús Nazareno. Hermandad de Jesús Nazareno. Aljucer (Murcia), 1946
- Cristo atado a la Columna. Cofradía del Santísimo Cristo de la Agonía (Cieza), 1947
- Lavatorio. Cofradía de los Coloraos. Murcia, 1952
- San Juan Evangelista. Cofradía del Santo Sepulcro. Murcia, 1952
- Cristo amarrado a la Columna. Cofradía de NP Jesús Nazareno. Mula (Murcia), 1952
- El Descendimiento. Cofradía de El Descendimiento. Burgos, 1954
- Hijas de Jerusalén. Cofradía de los Coloraos. Murcia, 1956
- Virgen de la Soledad de los Pobres. Cofradía de NP Jesús Nazareno (Marrajos). Cartagena, 1956
- Santo Entierro. Cofradía de NP Jesús Nazareno (Marrajos). Cartagena, 1959
- Cristo de la Sangre. Cofradía del Paso Blanco. Huércal-Overa (Almería), 1965
- San Pedro Apóstol. Cofradía del Beso de Judas. Jumilla, 1966
- Ecce Homo. Cofradía de San Juan. Cieza, 1972
- Aparición a María Magdalena. Cofradía del Descendimiento y Beso de Judas. Cieza, 1972
- Santa María Magdalena. Cofradía de la Pasión de Cristo. Cehegín.

### Obra religiosa

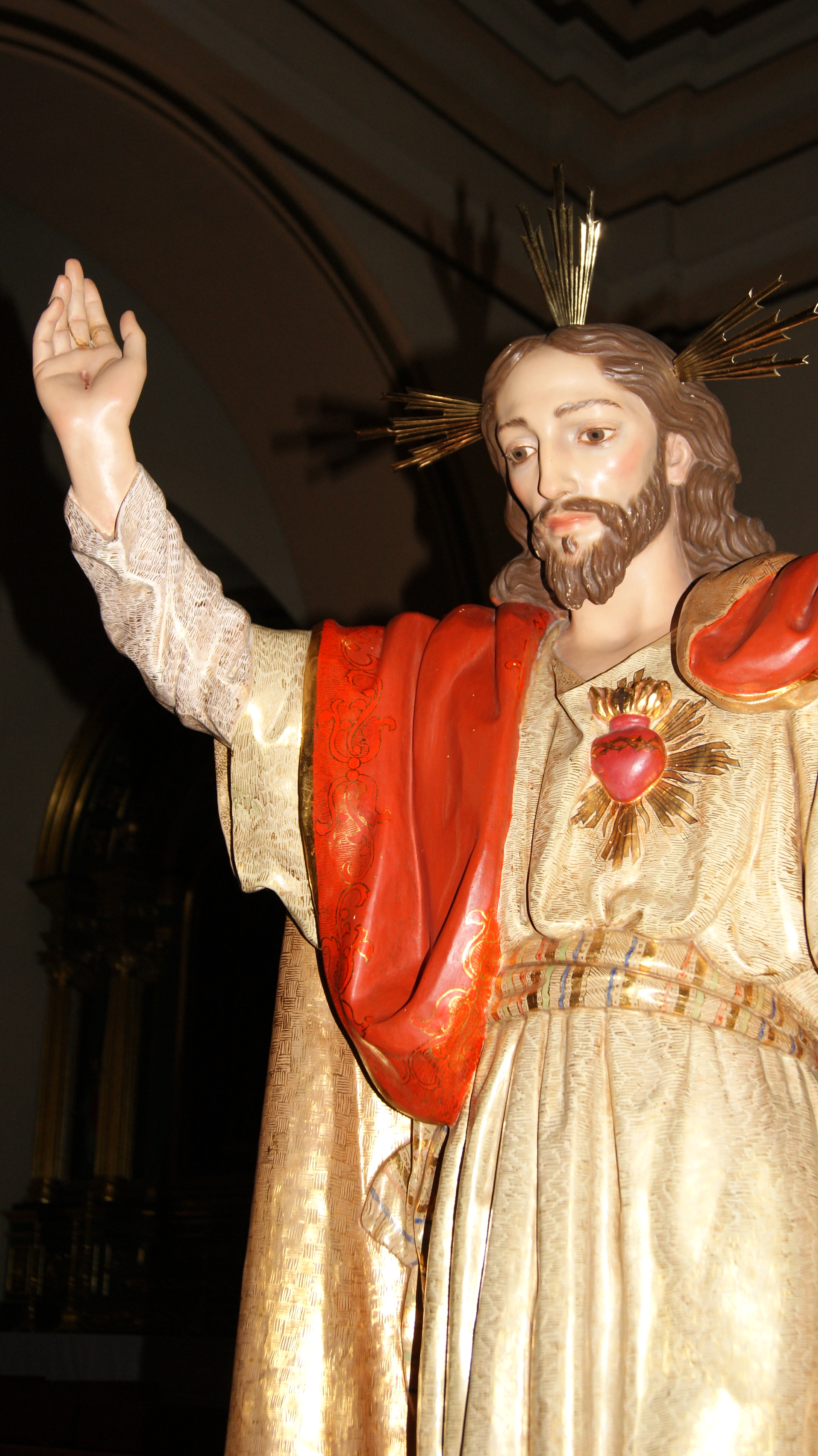
Sagrado Corazón de Jesús, obra de Juan González Moreno para Bullas (Murcia)

Junto a la obra procesional, Juan González Moreno realizaría otras muchas obras destinadas a templos o a particulares. Entre éstas pueden destacarse:
- Estudio de Cristo, 1939
- Modelo en barro para paso del Prendimiento de la Cofradía del Perdón. Murcia, 1941
- Imagen de la Virgen de los Remedios Patrona de Pliego(Murcia), 1941
- Santísima Virgen del Buen Suceso. Patrona de Cieza (Murcia), 1942
- Cabeza de Santiago el Mayor (mármol). Murcia, 1943
- San Antonio de Padua. Mazarrón, 1947
- Grupo de la Anunciación. Museo de Bellas Artes de Murcia, 1949
- Monumento a la Inmaculada Concepción. Murcia, 1954
- Sagrada Familia. Burgos, 1956
- Virgen de los Ángeles. El Esparragal (Murcia), 1957
- Relieves del Santuario de la Fuensanta. Murcia, 1957-1961
- Crucifijo de la Capilla de los Jerónimos. Murcia, 1964
- Crucificado del Colegio Jesús María de la Senda de Enmedio. Murcia, 1965
- Nuestra Señora de los Buenos Libros. Parroquia de S. Francisco de Asís de Capuchinos Murcia, 1976
- San Francisco de Asís. Parroquia de Capuchinos. Murcia, 1980
- Sagrado Corazón de Jesús. Murcia
- Cristo de la Mirada. Movimiento de Cursillos de Cristiandad. Casa de Ejercicios de Guadalupe (Murcia)
- San Justo. Retablo de San Antonio. Hellín (Albacete)
- Sagrado Corazón de Jesús. Iglesia de Nuestra Señora del Rosario (Bullas).
- Sagrado Corazón de Jesús. Iglesia de San Francisco, Lorca.
- Sagrado Corazón de Jesús. Salón de Plenos del Ayuntamiento de Murcia
- San Onofre. Iglesia Parroquial de San Onofre. Alguazas (Murcia)
- Virgen del Rosario. Archena (Murcia)
- Nuestra Señora de los Dolores. Parroquia de San Juan Bautista. Archena (Murcia)
- Virgen de las Huertas. Patrona de La Paca(Lorca)
- Virgen de la Estrella. Iglesia San Juan Bautista(Murcia)
- Virgen del Rosario. Calasparra (Murcia)
- Virgen del Rosario. Zeneta (Murcia)
- Virgen de los Remedios. Pliego (Murcia), 1941.
- Santa María Magdalena. Cehegín (Murcia)
- Crucificado. Barrio del Progreso (Murcia)
- Santiago Apóstol. Totana (Murcia), 1943.
- San José. Iglesia del Barrio del Progreso (Murcia), 1983.
- Nuestra Señora de la Esperanza. Iglesia del Barrio del Progreso (Murcia), 1979.
- San Francisco de Asís. Iglesia del Carmen. Cartagena
- Dolorosa. Convento de San Joaquín y San Pascual. Cieza, 1940.
- Dolorosa. Las Torres de Cotillas (Murcia)
- Virgen Milagrosa. Archena (Murcia)
- Virgen del Pilar. Parroquia de San Bartolomé (Murcia)
- Relieves de la clínica Nuestra Señora de Belén (Murcia)
- Santa Bárbara. Iglesia de Santo Domingo (Murcia)
- Inmaculada Concepción. Iglesia del Salvador. Elche.

### Otras Obras

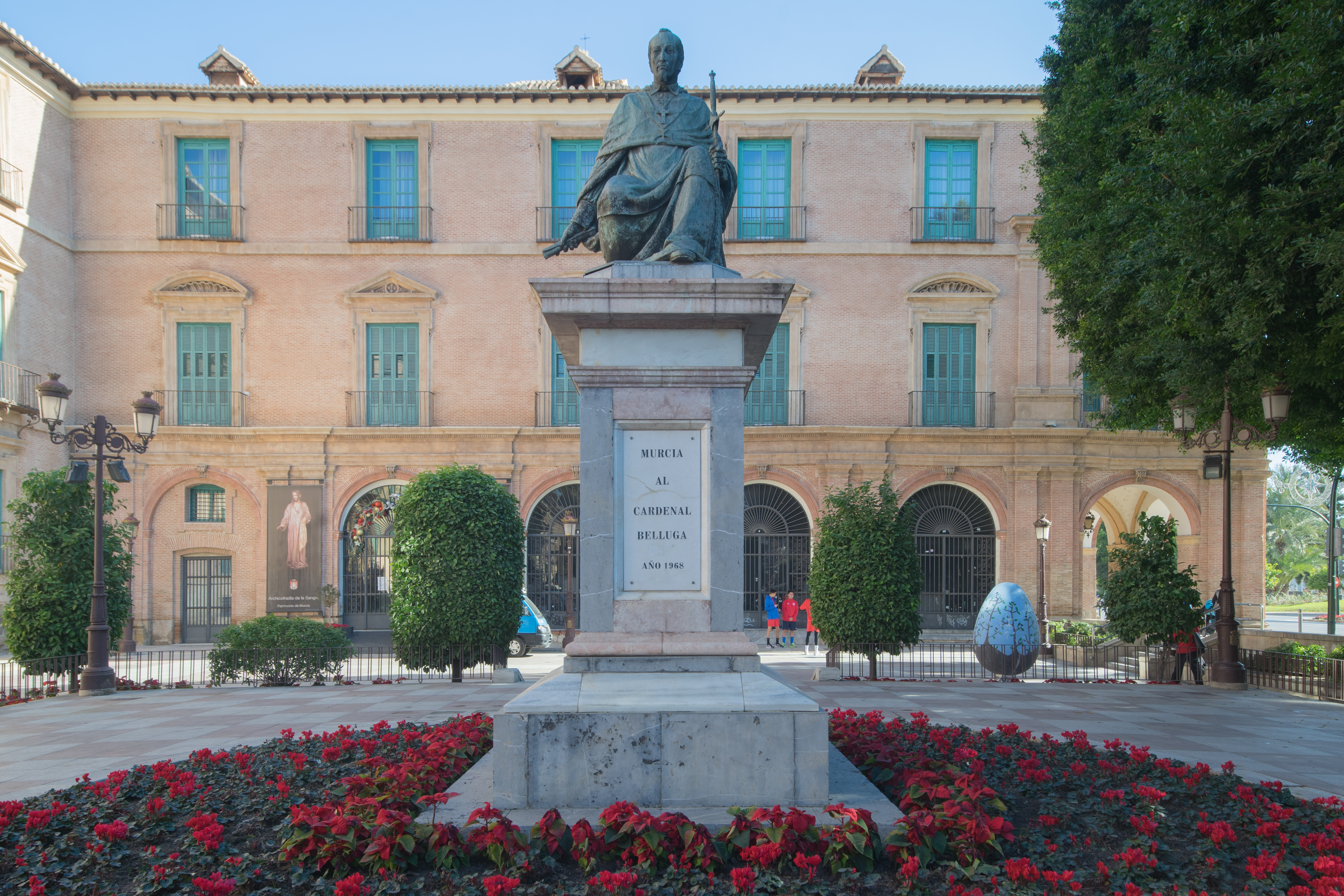
Monumento al Cardenal Belluga, Murcia. 1959.

Sería injusto encasillar a González Moreno en la obra religiosa exclusivamente. Cierto es que fue un hombre de especial devoción religiosa y de una prolija obra en la materia, pero no es menos cierto que obtuvo también reconocimiento con piezas de otros materiales, como la piedra o el bronce, muchas de ellas premiadas. Es el caso de obras como:
- Tres cabezas de niños. 1933
- Mujer Mediterránea. 1957
- Monumento al Cardenal Belluga. Murcia. 1959
- Mausoleo a los hermanos Chicuelo, toreros. Albacete. 1963
- Relieves de la Diputación Provincial
- Cabeza de Muchacha
- Desnudo Femenino
- Alegoría de Murcia. 1971
- Monumento a la "Fama". 1972
- Alegoría del Río Segura. Confederación Hidrográfica del Segura. Murcia
- Mujer Sentada
- Mujer en Cuclillas
- Boceto de Monumento a Alfonso X el Sabio (Murcia)

## Centenario. Exposición "Recóndito Sentimiento"
Durante 2008 se conmemora el I Centenario del nacimiento de este escultor. Para ello se han organizado diversas actividades, la más llamativa de las cuales es la exposición que organizará la comunidad autónoma de la Región de Murcia con el nombre de "Recóndito Sentimiento". Tendrá lugar en la ciudad de Murcia, en dos sedes: la Sala de Exposiciones del Palacio de San Esteban y el Museo de Bellas Artes, entre el 24 de abril y el 9 de junio. Dicha exposición, cuyo comisario será el Catedrático de Arte de la Universidad de Murcia Germán Ramallo, mostrará una selección de la obra del escultor de Aljucer, mostrándose en San Esteban la obra religiosa y en el Museo de Bellas Artes la profana.

## Enlaces
- Wikimedia Commons alberga una categoría multimedia sobre Juan González Moreno.
- Diario La Verdad
- Diario La Opinión Archivado el 19 de noviembre de 2011 en Wayback Machine.
- Semana Santa Cartagena
- Archicofradía de la Sangre
- Cofradía del Stmo. Cristo de la Agonía (Cieza)
- Web sobre el escultor
- Reseña biográfica y de su obra
- Paso Blanco Huércal-Overa
- Cofradía de Ntro. Padre Jesús Nazareno (Bullas)

- Datos: Q5949797
- Multimedia: Juan González Moreno / Q5949797